# L'Échelle de Jacob (film)
Pour les articles homonymes, voir Échelle de Jacob et Jacob's Ladder.
Pour plus de détails, voir Fiche technique et Distribution.
L'Échelle de Jacob (Jacob's Ladder) est un film d'horreur psychologique américain réalisé par Adrian Lyne, sorti en 1990. Bien qu'ayant généré peu de succès à sa sortie, le film est devenu par la suite culte et son intrigue ainsi que ses effets spéciaux sont devenus une source d'influence pour diverses œuvres telles que la série de jeux vidéo Silent Hill. Un remake du film intitulé Jacob's Ladder est sorti en 2019.

## Synopsis
Le 6 octobre 1971, Jacob Singer, un soldat américain de la 1st Air Cavalry Division, est en poste dans un village du delta du Mékong pendant la guerre du Viêt Nam quand on annonce une attaque imminente. Si certains soldats américains sont tués par les tirs des ennemis, Jacob voit aussi d'autres de ses camarades être pris de crises de catatonie, d'épilepsie ou de délire. Terrifié, il fuit dans la jungle où il est poignardé par une baïonnette.
Jacob se réveille en 1975, dans le métro de New York, où il s'est endormi en lisant L'Étranger d'Albert Camus. De retour du front, malgré ses études en philosophie, il n'a trouvé qu'un travail de postier et vit chez sa petite amie Jezzie, étant séparé de son ex-femme Sarah et de ses fils. Il pleure encore la mort de l’un d'entre eux, Gabriel, mort renversé par une voiture avant son départ à la guerre. Alors qu'il tente de vivre une vie simple, il est pris de visions dérangeantes, se retrouvant prisonnier dans une station de métro, observé par des personnes aux traits indistincts et aux visages tremblant frénétiquement, manquant d'être renversé par une voiture. Quand il veut consulter un psychiatre connu des vétérans, il est refoulé par une infirmière cachant des dents sur le sommet de son crâne avant d'apprendre que le psychiatre est décédé. Il est pris d'une vision d'un monstre ailé pénétrant Jezzie au cours d'une fête avant de s'effondrer, pris d'une très forte fièvre. Sa confusion augmente, il croit que sa vie avec Jezzie est un rêve et qu'il n'a jamais quitté sa famille.
Alors qu'il cherche à comprendre ce qui lui arrive, Jacob reçoit l’appel de Paul Gunegher, un camarade devenu catatonique lors de l’attaque au Viêt Nam et qui affirme souffrir de visions similaires depuis son retour. Mais Paul est tué dans l'explosion de sa voiture. Lors des funérailles, d'autres camarades de Jacob révèlent qu'ils ont eux aussi ces visions et décident d'intenter une action en justice contre l'armée. L'avocat recueille les témoignages mais annonce peu après qu'il rejette le dossier, l'armée affirmant qu'ils n'ont jamais été au combat, réformés pour des problèmes psychologiques, et tous ses camarades s'étant soudainement retirés. En sortant du palais de justice, Jacob est enlevé par deux hommes qui le frappent et lui ordonnent d'arrêter de fouiller dans les secrets militaires. Il s'échappe de la voiture mais se blesse au dos dans la chute. Emmené à l'hôpital, il se retrouve attaché à un brancard et se voit transporté dans une aile semblant abandonnée, remplie de patients aux corps difformes et aux couloirs jonchés de morceaux de chair sanglante, avant d'arriver dans une salle d'opération où il est rattaché à des pièces métalliques et où les médecins ne cessent de lui dire qu'il est déjà mort.
Il sort finalement de l'hôpital grâce à son ami chiropracteur Louis, qui le soigne et ne trouve comme réponse à ses tourments qu'une citation de Maître Eckhart, disant que la seule chose qui brûle en Enfer est la part de soi qui refuse d'admettre sa mort, et que si l'on accepte son sort, les êtres des Enfers n'apparaîtront plus comme des démons tentant d'arracher cette part, mais comme des anges apaisants.
Jacob obtient finalement des réponses de Michael Newman, qui était dans l'hélicoptère d'évacuation sanitaire et qu'il avait vu à plusieurs reprises. Fatigué, Newman révèle qu'il est un chimiste recruté par l'armée pour concevoir une drogue de combat. Il a ainsi mis au point l’Échelle, une drogue augmentant l’agressivité dont le bataillon de Jacob fut le premier sujet de test humain, mais qui a eu pour conséquence de rendre les soldats fous au point de s'entretuer. Jacob réalise alors que ses visions n'étaient que des manifestations de son état mental et qu'il a effectivement été poignardé par un membre de son unité. Apaisé, il retourne dans son ancien appartement familial, retrouve les derniers souvenirs de sa vie avant de voir son fils Gabriel au pied d'un escalier et l'invitant à monter vers la lumière.
Le film se conclut sur le corps de Jacob, dans un hôpital militaire au Viêt Nam, où le soldat vient de rendre son dernier souffle. Les médecins constatent qu'il s'est battu pour survivre. Il semble désormais en paix.

## Fiche technique
- Titre français : L'Échelle de Jacob
- Titre original : Jacob's Ladder
- Réalisation : Adrian Lyne
- Scénario : Bruce Joel Rubin
- Musique : Maurice Jarre
- Photographie : Jeffrey L. Kimball
- Montage : Tom Rolf
- Décors : Brian Morris
- Costumes : Ellen Mirojnick
- Production : Mario Kassar, Alan Marshall, Bruce Joel Rubin et Andrew G. Vajna
- Société de distribution : TriStar
- Budget : 25 millions de dollars (18,97 millions d'euros)
- Pays d'origine : États-Unis
- Langue : anglais
- Format : Couleurs - 1,85:1 - Dolby Surround - 35 mm
- Genre : Drame, fantastique, épouvante
- Durée : 115 minutes
- Dates de sortie : 2 novembre 1990 (États-Unis), 16 janvier 1991 (France)
- Film interdit aux moins de 12 ans lors de sa sortie en France

## Distribution
- Tim Robbins (VF : Bernard Gabay) : Jacob Singer
- Elizabeth Peña (VF : Micky Sébastian) : Jezebel "Jezzie" Pipkin
- Danny Aiello (VF : William Sabatier) : Louis Denardo
- Matt Craven (VF : José Luccioni) : Michael Newman
- Pruitt Taylor Vince (VF : Jean-Pierre Leroux) : Paul Gunegher
- Jason Alexander (VF : Jacques Deschamps) : M. Geary
- Patricia Kalember (VF : Frédérique Tirmont) : Sarah
- Eriq La Salle (VF : Pascal Renwick) : Frank
- Ving Rhames (VF : Philippe Vincent) : George
- Brian Tarantina (VF : Maurice Decoster) : Doug
- Anthony Alessandro (VF : Julien Kramer) : Rod
- Brent Hinkley : Jerry
- S. Epatha Merkerson : Elsa
- Suzanne Shepherd (en) (VF : Jacqueline Porel) : la réceptionniste de l'hôpital
- Scott Cohen (VF : Jacques Brunet) : Dr. Stuart, médecin urgentiste
- Macaulay Culkin : Gabe Singer (non crédité)
- John Capodice (VF : Francis Lax) : Un officier de l'armée

## Développement
Le titre du film fait référence au passage biblique de l'échelle de Jacob, un rêve du lieu faisant le lien entre le Paradis et la Terre (Genèse 28:12). Son titre alternatif, moins connu, est Dante's Inferno, en référence à l'Enfer de Dante Alighieri,, (le personnage de Jacob regarde d'ailleurs de nombreuses gravures de Gustave Doré illustrant l'œuvre de Dante). Le scénariste et coproducteur Bruce Joel Rubin voyait dans le film une interprétation moderne du Bardo Thodol, le livre des morts tibétain,. Avant d'écrire les scripts de L’Échelle de Jacob et Ghost, tous deux sortis en 1990, Rubin, de confession juive, a passé deux ans dans un monastère tibétain bouddhiste au Népal,, après avoir écrit Brainstorm et Deadly Friend, deux films centrés sur la vie après la mort. Son scénario original pour L’Échelle de Jacob était très différent par rapport au film final, notamment vers la fin.
Rubin a commencé à travailler sur L’Échelle de Jacob en 1980, marqué par un cauchemar où il se voyait enfermé dans une station de métro. Il tentera en vain de vendre son script pendant plusieurs années ; Thom Mount de Universal Pictures a dit qu'« il l'aimait, mais que ce n’était pas pour son studio. » Des réalisateurs comme Michael Apted, Sidney Lumet et Ridley Scott se sont intéressés au film, mais aucun studio important n'était prêt à investir dans les histoires « trop métaphysiques » de Rubin et « Hollywood ne fait pas de film de fantômes ». Finalement, c'est après que Deadly Friend a été réalisé par Wes Craven en 1986 que les scénarios de Rubin pour L’Échelle de Jacob et Ghost ont été achetés par Paramount Pictures. En 1988, Adrian Lyne, qui a adoré le script de Rubin, décide de le réaliser plutôt que l'adaptation du Bûcher des vanités comme il était prévu (par la suite, Tom Hanks, que Lyne envisageait dans le rôle de Jacob, a rejoint le casting du Bûcher). Les propriétaires et la direction au sein de la Paramount ont entraîné l'annulation du projet ; les exécutifs avaient des doutes sur la fin et les scènes au Viêt Nam. C'est finalement le studio indépendant Carolco Pictures qui reprend la production de L’Échelle de Jacob, accordant à Lyne une plus grande liberté créative pour un budget de 25 millions USD. Rubin devient coproducteur, avec Mario Kassar, Alan Marshall et Andrew G. Vajna.
Lyne réduit les thématiques liées à l'Ancien Testament qu'il juge intimidantes et commence à préparer le film en regardant de nombreux films sur la guerre du Viêt Nam et un grand nombre de chroniques sur les expériences de mort imminente. Le principe du film d'un laps de temps perçu comme extrêmement long avait déjà été vu par différents auteurs, mais une des inspirations notables de Rubin et Lyne a été le court-métrage de 1962 La Rivière du hibou par Robert Enrico, un des films favoris de Lyne, basé sur la nouvelle de 1890 Ce qui se passa sur le pont de Owl Creek d'Ambrose Bierce.
Des centaines d'acteurs ont été auditionnés, comme Al Pacino, Dustin Hoffman et Richard Gere pour Jacob, et Andie MacDowell, Julia Roberts et Madonna pour Jezzie. Finalement, Tim Robbins et Elizabeth Peña ont été retenus ; aucun des deux n'était connu auparavant. Robbins a vu dans le film « une belle occasion d'aller dans une direction différente. J'aime faire de la comédie, mais je sais que je peux aussi bien faire autre chose. » Le conseiller militaire est le capitaine Dale Dye, vétéran du Viêt Nam, qui a entraîné pendant cinq jours les acteurs devant incarner un soldat au front (dont Robbins, Pruitt Taylor Vince, Eriq La Salle et Ving Rhames).
Les effets spéciaux du film ont été tournés tels quels, sans besoin de post-production. Lyne a utilisé une technique du genre du body horror en filmant un acteur secouant la tête à un faible nombre d'images par seconde, créant un effet rapide et perturbant une fois repassé à vitesse normale. Lyne s'est inspiré des peintures de l'artiste Francis Bacon pour créer cet effet. Dans son script, Rubin utilisait une imagerie classique pour les démons et l'enfer, mais Lyne préféra des images semblables aux difformités thalidomides pour appuyer le choc. Après plusieurs disputes houleuses, Lyne se rapprocha de la vision de Rubin. Lyne et Rubin ont également puisé dans les travaux de H. R. Giger et des photographes Diane Arbus et Joel-Peter Witkin, ainsi que le film en stop-motion La Rue des crocodiles des frères Quay de 1986.
Dans le film, Jacob apprend de Michael que les événements qu'il a vécus lors de ses derniers jours au Viêt Nam sont le résultat d'une drogue de combat expérimentale appelée « l’Échelle », reçue par les soldats à leur insu. Le film se conclut sur un message révélant que des rapports sur des tests sur le BZ, un code de l'OTAN pour l'hallucinogène benzilate de 3-quinuclidinyle, sur des soldats américains pendant le conflit ont été niés par le département de la Défense des États-Unis. Lyne dit que ce message a été inspiré par le livre de Martin A. Lee Acid Dreams: The CIA, LSD and Sixties Rebellion, mais que rien n'indiquait explicitement l'usage de cette drogue sur des troupes américaines. Les scènes de combat ont été filmées à Porto Rico, dans la région de Vega Baja, et les hélicoptères UH-1 ont été prêtés par la garde nationale de Porto Rico.
Selon Lyne, les projections tests ont été dures pour les spectateurs et près de 20 minutes de scènes dérangeantes ont été coupées, notamment dans le dernier tiers du film.

## Accueil
Le film n'a connu qu'un succès modéré au box-office lors de sa sortie, rapportant plus de 39 018 000 $ de recettes mondiales, dont 26 118 000 $ en Amérique du Nord, pour un budget de 25 000 000 $. En France, il a réalisé 41 092 entrées.
Il a reçu un accueil critique favorable, recueillant 70 % de critiques positives, avec une note moyenne de 6,5/10 sur la base de 46 critiques collectées, sur le site agrégateur de critiques Rotten Tomatoes. Sur Metacritic, il obtient un score de 62/100 sur la base de 20 critiques collectées.
Angel Heart d'Alan Parker et L'Échelle de Jacob lancèrent la mode des films à twist final, genre de films où le rebondissement majeur se situe à la fin ou vers la dernière partie du film, ce dernier nécessitant alors un nouveau visionnage pour une totale compréhension. Pourtant, ce sont des films comme Usual Suspects (1995) ou Sixième Sens (1999) qui ont popularisé le genre[réf. nécessaire].
Le film est classé dans la liste des 10 films les plus effrayants de tous les temps par de nombreux sites Web. Il figure aussi dans la liste des meilleurs thrillers de tous les temps.

## Influence
Le film est souvent cité comme source d'inspiration pour la saga Silent Hill, notamment les jeux vidéo Silent Hill, Silent Hill 2, Silent Hill 3 - qui a recréé la station de métro Bergen Street - , Silent Hill: Homecoming et l'adaptation cinématographique Silent Hill. Ryan Murphy a également reconnu s'être inspiré du film pour la série télévisée American Horror Story: Asylum.
Le clip, ainsi que la chanson Nightmare du groupe Avenged Sevenfold, s'inspirent d'une scène du film.

## Bande originale
Musique de Maurice Jarre. Disponible chez le label varese sarabande.

## Distinction
- Grand Prix de l'étrange, Prix de la critique et Prix du public au Festival international du film fantastique d'Avoriaz 1991.

## Reprise
Un remake, Jacob's Ladder de David M. Rosenthal, sorti en 2019.

### Articles annexes
- Psychotrope au cinéma et à la télévision